# Tratado de Madrid-Lisboa (1985)
El Tratado de Madrid-Lisboa o Tratado de Adhesión a la Unión Europea o Tratado de Adhesión de 1985 (Nombre oficial abajo), firmado el 12 de junio de 1985 y que entró en vigor el 1 de enero de 1986, está relacionado con la adhesión de España y Portugal en la Tercera ampliación de la Comunidad Económica Europea.

## Nombre oficial
El nombre oficial del Tratado de Adhesión es (en  francés) :

Tratado entre el Reino de Bélgica, el Reino de Dinamarca, la República Federal de Alemania, la República Helénica, la República Francesa, la Irlanda, la República Italiana, el Gran Ducado de Luxemburgo, el Reino de los Países Bajos, el Reino Unido de Gran Bretaña e Irlanda del Norte, (Estados miembros de las Comunidades Europeas), el Reino de España, la República Portuguesa, con motivo de la adhesión del Reino de España y de la República Portuguesa a la Comunidad Económica Europea y a la Comunidad Europea de la Energía Atómica.

## Historia
En la Cumbre de Bruselas de los días 29 y 30 de marzo de 1985, los miembros de la CEE aceptaron la entrada de España y Portugal. Los tratados de adhesión se firmaron oficialmente el 12 de junio de 1985 en Madrid y Lisboa. Largas negociaciones precedieron a la adhesión de ambos países, que adoptaron numerosas reformas democráticas durante los años 70 tras la salida de la Franquismo y del salazarismo.
Durante las negociaciones, se discutió el estatus de las plazas de soberanía marroquíes y de las Islas Canarias, Azores y Madeira, que ya eran específicas antes de la adhesión de los dos países. Pero también a cuestiones relacionadas con la pesca y la agricultura.